# Карл-Гайнц Рольфінг
Карл-Гайнц Рольфінг (Karl-Heinz Rohlfing; 22 листопада 1910, Венер — ?) — німецький офіцер-підводник, оберлейтенант-цур-зее резерву крігсмаріне.

## Біографія
1 січня 1935 року вступив на флот. З квітня 1941 по червень 1943 року — командир батареї 239-го морського артилерійського дивізіону. З 27 вересня 1943 по 26 березня 1944 року пройшов курс підводника, з 27 березня по 31 травня — командирську практику при 19-й флотилії, 1-15 червня — курс позиціонування (радіовимірювання), з 16 червня по 30 липня 1944 року — курс командира підводного човна. З 31 липня 1944 по січень 1945 року — вахтовий офіцер на підводному човні U-1193. В лютому 1945 року направлений на будівництво U-4712. З 3 квітня 1945 року — командир U-4712. 3 травня 1945 року наказав затопити човен в рамках операції «Регенбоген». 8 травня 1845 року взятий в полон британськими військами.

## Звання
- Оберєфрейтор морської артилерії резерву (26 грудня 1935)
- Обермат морської артилерії резерву (1 квітня 1936)
- Оберфельдфебель морської артилерії резерву (14 травня 1937)
- Лейтенант служби озброєнь резерву (27 вересня 1939)
- Оберлейтенант служби озброєнь резерву (1 квітня 1943)
- Оберлейтенант-цур-зее резерву (1 липня 1943)

## Нагороди
- Медаль «За вислугу років у Вермахті» 4-го класу (4 роки)
- Залізний хрест 2-го класу (1941)
- Нагрудний знак морської артилерії (9 листопада 1942)